# Битва под Мстиславлем (1501)
Битва под Мстиславлем — сражение русско-литовской войны 1500—1503 годов, которое произошло 4 ноября 1501 в околицах Мстиславля.
Русские войска, представляющие собой силы Великого княжества Московского (во главе с Александром Ростовским и Семёном Воронцовым) и Новгород-Северского княжества (во главе с Василием Ивановичем Шемячичем и Семёном Ивановичем Можайским) совершили поход «на литовские земли» (Мстиславский уезд), чтобы поспособствовать русскому наступлению на Смоленск. Под Мстиславлем они разгромили армию Великого княжества Литовского во главе с князем Михаилом Заславским (Мстиславским) и воеводой Евстафием Дашкевичем, которая вышла им навстречу из Мстиславского замка. Согласно сообщению летописи, потери литовцев достигли 7 тысяч, а остатки армии, потеряв все знамёна, во главе с Заславским заперлись в замке. Русская армия штурмовала его, но не сумела взять, опустошила окрестности и возвратилась с большим количеством пленных в Москву.
Стратегическое значение битвы под Мстиславлем заключается в том, что она сорвала план совместного нападения литовский войск и Большой Орды на Чернигово-Северскую землю. В задачу похода не входило овладение сильно укреплённым городом, а лишь разгром собранных под ним литовских войск. Победа под Мстиславлем улучшила общее положение на фронте и облегчила нанесение удара на ливонском направлении.